# Klaus Fischer (Oberleutnant zur See)
Klaus Fischer (7 de Outubro de 1919 - 29 de Março de 1944) foi um comandante de U-Boot que serviu na Kriegsmarine durante a Segunda Guerra Mundial.